# HC Náchod
HC Náchod (celým názvem: Hockey Club Náchod) je český klub ledního hokeje, který sídlí ve městě Náchod v Královéhradeckém kraji. Založen byl v roce 1930 pod názvem SK Náchod. Od sezóny 2008/09 působí v Královéhradecké krajské lize, čtvrté české nejvyšší soutěži ledního hokeje. Klubové barvy jsou modrá, bílá a červená.
Své domácí zápasy odehrává na zimním stadionu Náchod s kapacitou 1 600 diváků.

## Historické názvy
- 1930 – SK Náchod (Sportovní klub Náchod)
- 19?? – TJ Náchod (Tělovýchovná jednota Náchod)
- ???? – HC Náchod (Hockey Club Náchod)

## Přehled ligové účasti
Stručný přehled
Zdroj:
- 1987–1990: Východočeský krajský přebor (4. ligová úroveň v Československu)
- 1990–1992: 2. ČNHL – sk. C (3. ligová úroveň v Československu)
- 1997–1998: Východočeský krajský přebor (4. ligová úroveň v České republice)
- 2004–2006: Královéhradecká a Pardubická krajská liga – sk. A (4. ligová úroveň v České republice)
- 2006–2007: Královéhradecká krajská liga (4. ligová úroveň v České republice)
- 2007–2008: bez soutěže
- 2008– : Královéhradecká krajská liga (4. ligová úroveň v České republice)

Jednotlivé ročníky
Zdroj:
Legenda: ZČ - základní část, červené podbarvení - sestup, zelené podbarvení - postup, fialové podbarvení - reorganizace, změna skupiny či soutěže
| Československo (1987 – 1993)                                                                  |                                                   |           |           |                                       |                      |
| Sezóny                                                                                        | Soutěž                                            | Úroveň    | ZČ        | Play-off, nadstavba, sk. o udržení... | Poznámky             |
| 1987/88                                                                                       | Východočeský krajský přebor                       | 4. úroveň | ?. místo  |                                       |                      |
| 1988/89                                                                                       | Východočeský krajský přebor                       | 4. úroveň | ?. místo  |                                       |                      |
| 1990/91                                                                                       | Východočeský krajský přebor                       | 4. úroveň | 1. místo  |                                       | Postup               |
| 1990/91                                                                                       | 2. ČNHL – sk. C                                   | 3. úroveň | 10. místo | Skupina o udržení C (6. místo)        |                      |
| 1991/92                                                                                       | 2. ČNHL – sk. C                                   | 3. úroveň | 8. místo  |                                       | Sestup               |
| ...                                                                                           |                                                   |           |           |                                       |                      |
| Česko (1993 – )                                                                               |                                                   |           |           |                                       |                      |
| Sezóny                                                                                        | Soutěž                                            | Úroveň    | ZČ        | Play-off, nadstavba, sk. o udržení... | Poznámky             |
| ...                                                                                           |                                                   |           |           |                                       |                      |
| 1997/98                                                                                       | Východočeský krajský přebor                       | 4. úroveň | 1. místo  | Baráž o 2. ligu (prohra)              |                      |
| ...                                                                                           |                                                   |           |           |                                       |                      |
| 2004/05                                                                                       | Královéhradecká a Pardubická krajská liga – sk. A | 4. úroveň | 5. místo  | Skupina o umístění (13. místo)        |                      |
| 2005/06                                                                                       | Královéhradecká a Pardubická krajská liga – sk. A | 4. úroveň | 2. místo  | Zápas o 5. místo (prohra)             | Reorganizace         |
| 2006/07                                                                                       | Královéhradecká krajská liga                      | 4. úroveň | 4. místo  | Zápas o 3. místo (výhra)              | Odhlášení ze soutěže |
| V letech 2007–2008 byl klub bez A-mužstva, v soutěžích přihlášena pouze mládežnická družstva. |                                                   |           |           |                                       |                      |
| 2008/09                                                                                       | Královéhradecká krajská liga                      | 4. úroveň | 4. místo  | Finálová skupina (2. místo)           |                      |
| 2009/10                                                                                       | Královéhradecká krajská liga                      | 4. úroveň | 6. místo  | Zápas o 3. místo (výhra)              |                      |
| 2010/11                                                                                       | Královéhradecká krajská liga                      | 4. úroveň | 7. místo  | Zápas o 7. místo (výhra)              |                      |
| 2011/12                                                                                       | Královéhradecká krajská liga                      | 4. úroveň | 5. místo  | Finálová skupina (5. místo)           |                      |
| 2012/13                                                                                       | Královéhradecká krajská liga                      | 4. úroveň | 9. místo  | O pohár předsedy KVV ČSLH (1. místo)  |                      |
| 2013/14                                                                                       | Královéhradecká krajská liga                      | 4. úroveň | 1. místo  | Finále                                |                      |
| 2014/15                                                                                       | Královéhradecká krajská liga                      | 4. úroveň | 1. místo  | Vítěz                                 | Kvalifikace          |
| 2015/16                                                                                       | Královéhradecká krajská liga                      | 4. úroveň | 2. místo  | Vítěz                                 |                      |
| 2016/17                                                                                       | Královéhradecká krajská liga                      | 4. úroveň | 2. místo  | Finále                                |                      |
| 2017/18                                                                                       | Královéhradecká krajská liga                      | 4. úroveň | 6. místo  | Čtvrtfinále                           |                      |
| 2018/19                                                                                       | Královéhradecká krajská liga                      | 4. úroveň | 3. místo  | Zápas o 3. místo (výhra)              |                      |
| 2019/20                                                                                       | Královéhradecká krajská liga                      | 4. úroveň | 3. místo  | Finále a konečné 1-2 místo (Covid-19) |                      |
| 2020/21                                                                                       | Královéhradecká krajská liga                      | 4. úroveň | -         |                                       | Nedohráno            |
| 2021/22                                                                                       | Královéhradecká krajská liga                      | 4. úroveň | 12. místo | Osmifinále                            |                      |
| 2022/23                                                                                       | Královéhradecká krajská liga                      | 4. úroveň | 14. místo | Osmifinále                            |                      |